# Diocesi di Caxias do Sul
La diocesi di Caxias do Sul (in latino: Dioecesis Caxiensis Australis) è una sede della Chiesa cattolica in Brasile suffraganea dell'arcidiocesi di Porto Alegre. Nel 2023 contava 910.000 battezzati su 1.011.000 abitanti. È retta dal vescovo José Gislon, O.F.M.Cap.

## Territorio
La diocesi comprende 29 comuni nella parte nord-orientale dello stato brasiliano del Rio Grande do Sul: Antônio Prado, Bento Gonçalves, Boa Vista do Sul, Cambará do Sul, Carlos Barbosa, Caxias do Sul, Cotiporã, Fagundes Varela, Farroupilha, Flores da Cunha, Garibaldi, Guabiju, Imigrante, Jaquirana, Monte Belo do Sul, Nova Araçá, Nova Bassano, Nova Pádua, Nova Prata, Nova Roma do Sul, Paraí, Protásio Alves, São Francisco de Paula, São Jorge, São Marcos, São Valentim do Sul, Veranópolis, Vila Flores e Vista Alegre do Prata.
Sede vescovile è la città di Caxias do Sul, dove si trova la cattedrale di Santa Teresa.
Il territorio si estende su una superficie di 11.892 km² ed è suddiviso in 73 parrocchie.

## Storia
La diocesi di Caxias fu eretta l'8 settembre 1934 con la bolla Quae spirituali christifidelium di papa Pio XI, ricavandone il territorio dall'arcidiocesi di Porto Alegre.
Il 30 luglio 1959, con la lettera apostolica Praecipuo cum pietatis, papa Giovanni XXIII proclamò la Madonna di Caravaggio patrona della diocesi.
Il 15 agosto 1959 la diocesi si ampliò incorporando il territorio del comune di Muçum e quello del distretto di Santa Lucia do Piai nel comune di Caxias do Sul, già appartenuti all'arcidiocesi di Porto Alegre.
Il 16 maggio 1966 furono rivisti e ridefiniti i confini con la vicina diocesi di Passo Fundo (oggi arcidiocesi) tramite uno scambio di cappelle e chiese rurali.
Il 19 ottobre 1966 ha assunto il nome attuale in forza del decreto Cum sedes della Congregazione Concistoriale.
Il 23 novembre 1970 la diocesi si è nuovamente ampliata includendo porzioni del territorio comunale di São Francisco de Paula, appartenuti all'arcidiocesi di Porto Alegre.
Il 12 dicembre 1997 ha ceduto il territorio dei comuni di Muçum e di Vespasiano Correa alla diocesi di Santa Cruz do Sul.
Il 10 novembre 1999 ha ceduto una porzione del suo territorio a vantaggio dell'erezione della diocesi di Osório.

## Cronotassi dei vescovi
Si omettono i periodi di sede vacante non superiori ai 2 anni o non storicamente accertati.
- José Baréa † (23 settembre 1935 - 19 novembre 1951 deceduto)
- Benedito Zorzi † (24 giugno 1952 - 26 maggio 1983 ritirato)
- Nei Paulo Moretto † (26 maggio 1983 succeduto - 6 luglio 2011 ritirato)
- Alessandro Carmelo Ruffinoni, C.S. (6 luglio 2011 succeduto - 26 giugno 2019 ritirato)
- José Gislon, O.F.M.Cap., dal 26 giugno 2019

## Statistiche
La diocesi nel 2023 su una popolazione di 1.011.000 persone contava 910.000 battezzati, corrispondenti al 90,0% del totale.
| anno | popolazione | popolazione | popolazione | presbiteri | presbiteri | presbiteri | presbiteri                | diaconi | religiosi | religiosi | parrocchie |
| anno | battezzati  | totale      | %           | numero     | secolari   | regolari   | battezzati per presbitero | diaconi | uomini    | donne     | parrocchie |
| ---- | ----------- | ----------- | ----------- | ---------- | ---------- | ---------- | ------------------------- | ------- | --------- | --------- | ---------- |
| 1950 | 220.000     | 223.000     | 98,7        | 119        | 59         | 60         | 1.848                     |         | 136       | 270       | 43         |
| 1959 | 320.000     | 325.000     | 98,5        | 194        | 94         | 100        | 1.649                     |         | 238       | 695       | 58         |
| 1966 | 360.000     | 370.000     | 97,3        | 213        | 108        | 105        | 1.690                     |         | 298       | 954       | 69         |
| 1970 | 390.000     | 400.000     | 97,5        | 204        | 92         | 112        | 1.911                     | 1       | 226       | 849       | 72         |
| 1976 | 466.448     | 485.335     | 96,1        | 183        | 92         | 91         | 2.548                     | 4       | 216       | 761       | 75         |
| 1980 | 554.890     | 590.000     | 94,0        | 186        | 95         | 91         | 2.983                     | 4       | 284       | 880       | 77         |
| 1990 | 720.000     | 800.000     | 90,0        | 184        | 97         | 87         | 3.913                     | 1       | 210       | 630       | 76         |
| 1999 | 619.050     | 659.665     | 93,8        | 172        | 90         | 82         | 3.599                     | 1       | 173       | 502       | 65         |
| 2000 | 619.050     | 659.665     | 93,8        | 172        | 90         | 82         | 3.599                     | 1       | 147       | 502       | 65         |
| 2001 | 643.500     | 715.000     | 90,0        | 190        | 110        | 80         | 3.386                     | 1       | 156       | 468       | 68         |
| 2002 | 642.338     | 713.709     | 90,0        | 198        | 110        | 88         | 3.244                     |         | 163       | 460       | 70         |
| 2003 | 661.617     | 735.130     | 90,0        | 192        | 110        | 82         | 3.445                     |         | 154       | 486       | 70         |
| 2004 | 668.232     | 742.481     | 90,0        | 192        | 109        | 83         | 3.480                     |         | 150       | 485       | 70         |
| 2006 | 696.000     | 773.000     | 90,0        | 185        | 104        | 81         | 3.762                     |         | 147       | 471       | 70         |
| 2013 | 763.000     | 848.000     | 90,0        | 182        | 102        | 80         | 4.192                     |         | 151       | 417       | 74         |
| 2016 | 834.500     | 925.996     | 90,1        | 171        | 100        | 71         | 4.880                     |         | 124       | 373       | 74         |
| 2019 | 853.500     | 947.440     | 90,1        | 177        | 103        | 74         | 4.822                     |         | 124       | 342       | 74         |
| 2021 | 892.200     | 990.672     | 90,1        | 162        | 98         | 64         | 5.507                     |         | 99        | 341       | 74         |
| 2023 | 910.000     | 1.011.000   | 90,0        | 141        | 87         | 54         | 6.453                     |         | 93        | 316       | 73         |